# Kadleguddu, Chitradurga
Kadleguddu là một làng thuộc tehsil Chitradurga, huyện Chitradurga, bang Karnataka, Ấn Độ.